# Plavi orkestar
Plavi orkestar (bosnisch für ‚Blaues Orchester‘) ist eine vor allem in der Region des ehemaligen Jugoslawiens populäre Rock-Pop-Band aus Sarajevo, die 1983 gegründet wurde. Sie stammt genau wie Zabranjeno pušenje aus der Zeit des Novi primitivizam ‚Neuer Primitivismus‘. 

## Karriere
Bis 2012 veröffentlichte die Band sieben Alben, größtenteils unter den Labeln Jugoton in Zagreb (heute Croatia Records) und Diskoton in Sarajevo.
Zu den populärsten Liedern gehören Suada, Kaja, Bolje biti pijan nego star, Sava tiho teče, Zelene su bile oči te, Kad mi kažeš ‘paša’, Ako su to samo bile laži und Odlazim.

## Besetzung
- Saša Lošić – Gesang
- Mladen Pavičić – Gitarre
- Admir Ćeremida – Schlagzeug
- Samir Ćeremida – Bass
- Saša Zalepugin – Gitarre

Bedingt durch den Bosnienkrieg, zerfiel die Originalbesetzung. Gitarrist Mladen Pavičić wanderte nach Kanada aus, Sänger Saša Lošić nach Ljubljana. Einer der Ćeremida-Brüder lebt heute in Paris, der andere weiter in Sarajevo. Seit der Neugründung der Band im Jahr 1997 ist Saša Zalepugin der neue Gitarrist.

## Diskografie

### Alben
- 1985: Soldatski bal („Soldatenball“)
- 1986: Smrt fašizmu („Tod dem Faschismus“)
- 1989: Sunce na prozoru („Sonne im Fenster“)
- 1991: Simpatija („Sympathie“)
- 1998: Long Play
- 1999: Infinity („Unendlichkeit“)
- 2012: Sedam („Sieben“)

### Kompilationen
- 1996: Everblue
- 2005: Antologija
- 2007: The Ultimate Collection
- 2016: Greatest Hits Collection

### Singles (Auswahl)
- 1985: Bolje Biti Pijan Nego Star
- 1985: Suada
- 1985: Daj Mi Vruće Rakije
- 1986: Zelene Su Bile Oči Te
- 1986: Sava Tiho Teče
- 1986: Fa Fa Fašista
- 1986: Kad Si Sam, Druže Moj
- 1986: Nisam Je Probudio
- 1989: Lovac I Košuta
- 1989: Kaja
- 1991: Ljubi Se Istok I Zapad
- 1998: Ako Su To Samo Bile Laži
- 1998: Od Rođendana Do Rođendana
- 1999: Odlazim
- 1999: Pijem Da Je Zaboravim
- 2012: Ti misliš da je meni lako (mit Dragana Mirković)